# HB Reavis
HB Reavis – spółka deweloperska założona w 1993 roku w Bratysławie, głównie aktywna na Słowacji, Polsce, Wielkiej Brytanii, Czechach i Węgrzech. Ostatnio także rozwija działalność w Niemczech i Turcji. Firma jest aktywna zarówno w zakresie rozwoju nowych projektów, jak i zarządzania istniejących nieruchomości.
Spółka dominująca grupy HB Reavis ma siedzibę w Luksemburgu. Słowacki biznesmen Ivan Chrenko jest większościowym właścicielem, współzałożycielem i byłym dyrektorem generalnym (CEO) w latach 1994–2013. Obecnym CEO jest Marian Herman.
W 2016 roku dochód operacyjny netto HB Reavis wyniósł 235,5 milionów euro.
W Polsce HB Reavis posiada m.in. nieruchomości Varso, West Station I-II, Gdański business center I i II. Poza Polską HB Reavis posiada m.in. nieruchomości 1 Waterloo (Londyn, Wielka Brytania) i Agora Budapest (Budapeszt, Węgry).